# Thure Rydbeck
Thure Gustaf Rydbeck, född 16 augusti 1883 i Lund, död 23 oktober 1968 i Lund, var en svensk målare.
Han var son till urmakaren Carl Henrik Rydbeck och Christina Friberg och från 1910 gift med Blanche Gertrud Bendz (1885–1975) samt bror till Otto Rydbeck och Ellen Rydbeck. Han började måla landskap som 16-åring och kom i kontakt med Gustaf Rydberg och Alfred Wahlberg som lär ha försett den unge begåvade målaren med franska färger och penslar. Han studerade senare konst för Anshelm Schultzberg i Filipstad 1906 och därefter för Christian Krohg vid Académie Colarossi i Paris. Tillsammans med Hugo Carlberg besökte han Normandie 1907 på en kombinerad studie och målarresa. 
Efter att han återvänt till Sverige 1908 anslöt han sig till målarkretsen Albert Larsson, Per Gummeson och Anders Trulson. Under 1910 försämrades hans själstillstånd och han reste med sin nyblivna maka till Dachau där han kunde måla och samtidigt ha skickliga läkare inom räckhåll. Hans konstnärsbana bröts definitivt i början av 1911 då själssjukdomen förvärrades. Han medverkade i ett par utställningar med Skånska konstnärslaget 1908–1911. Hans konst består av landskap från skånska kusterna, lyriskt betonade solnedgångar samt ensamma träd. Rydbeck finns representerad på Malmö museum. Han är begravd på Norra kyrkogården i Lund.